# الطبيب المجنون (رسوم متحركة)
والت ديزني ميكي ماوس: الطبيب المجنون (بالإنجليزية: The Mad Doctor)، هي فيلم رسوم المتحركة القصير، أصدرت بشهر يناير سنة 1932م من قبل شركة والت ديزني الأمريكية.

## قصة
تبدأ القصة حول اشتداد العاصفة في منزل ميكي ماوس، وتعرض الكلب الوفي لميكي ماوس ويدعى بلوتو للاختطاف من قبل الطبيب المجنون ليأخذه إلى القصر الكبير، والقصر الكبير فيه مظلم ويوجد مجموعة من الهياكل العظمية في انتظار ميكي، إلا أن ميكي لم يفلح لإنقاذ كلبه، وكان الطبيب المجنون عندما يخطف بلوتو، كان لغرضه وضعه تحت التجارب ليحول الكلب إلى دجاجة لكي يبيض. يشق ميكي طريقه عبر الأفخاخ والهياكل العظمية المتحركة قبل أن يتم القبض عليه في النهاية وربطه على طاولة ليتم قطعه بمنشار كهربائي، مما يجبر ميكي على مص بطنه وهو يرتجف. ثم يتلاشى المشهد ليجد ميكي نائمًا في السرير ويستيقظ فجأة على ذبابة، يشبه طنينها صوت المنشار. لم يدرك ميكي بعد أن الأحداث كانت مجرد كابوس، فيصرخ على بلوتو، الذي يقفز بلهفة على سرير ميكي مع بيت الكلب والسلسلة التي لا تزال متصلة بطوقه.

## ممثلون صوتيون
- ميكي ماوس: والت ديزني
- بلوتو: بينتو كولفيج
- الدجاجة: فلورنس جيل
- الطبيب المجنون: آلان واتسن

## استقبال
كانت أجواء الرعب في الفيلم غير معتادة بالنسبة لفيلم كارتوني لميكي ماوس. رفضت بعض المسارح عرضه، معتقدة أنه مخيف للغاية بالنسبة للأطفال. في وقت ما، لهذا السبب، تم حظره بالكامل في المملكة المتحدة، وكذلك ألمانيا النازية. ونظرًا للرعب الملحوظ، لم تتم إعادة إصدار الفيلم القصير أبدًا.
في فبراير 1933، قالت صحيفة The Film Daily: "أحد أكثر أفلام الرسوم المتحركة حيوية، ومضحك للغاية".

### تحليل لاحق
تشير دراسة أخرى للفيلم القصير إلى أنه بمثابة محاكاة ساخرة لأفلام الرعب التي أنتجتها شركة يونيفرسال في ذلك الوقت، وخاصة فيلم فرانكشتاين ونوع الرعب على نطاق أوسع. ويزعم تحليل آخر أن الفيلم القصير هو فحص "لعصر الآلة وسخطه" حيث يواجه ميكي "رعب تكنولوجيا العلوم" عند مواجهة الطبيب المجنون. الفيلم القصير يشير أيضًا إلى تطور شخصية ميكي من شخصية أكثر شقاوة إلى "بطل غير ضار، خالٍ من الرغبة والعدوانية الواضحة" حيث تحاول الشخصية بإيثار إنقاذ بلوتو. وتحقيقًا لهذه الغاية، يُسمح لميكي فقط بالانخراط في "المواقف السريالية والعبثية" التي يصورها الفيلم القصير من خلال جعل النهاية تكشف أن كل ذلك كان مجرد حلم.  يتضمن الفيلم القصير أيضًا عناصر رعب مشابهة لرواية عام 1896 جزيرة الدكتور مورو مع خطة الطبيب المجنون لتحويل بلوتو إلى هجين بين كلب ودجاج بطريقة مماثلة لكيفية إنشاء الكائنات الهجينة في الرواية.

## حالة حقوق النشر
هذا الفيلم هو واحد من مجموعة أفلام قليلة للغاية من ديزني دخلت المجال العام اعتبارًا من 2025، حيث لم يتم تجديد حقوق النشر والتوزيع بشكل صحيح، ورغم ذلك تظل بعض جوانب الفيلم مثل بلوتو خاضعة لحقوق الطبع والنشر حتى 2026.

## وصلات خارجية
- الطبيب المجنون على موقع IMDb (الإنجليزية)
- الطبيب المجنون على موقع ألو سيني (الفرنسية)
- الطبيب المجنون على موقع فيلمافينيتي (الإسبانية)
- الطبيب المجنون على موقع قاعدة بيانات الفيلم (الإنجليزية)
- الطبيب المجنون على موقع ليتربوكسد (الإنجليزية)
- الطبيب المجنون على موقع كينوبويسك (الروسية)